# Giang Sơn Đông
Giang Sơn Đông là một xã thuộc huyện Đô Lương, tỉnh Nghệ An, Việt Nam.

## Địa lý
Xã Giang Sơn Đông nằm cách thị trấn Đô Lương 12 km; 
Vị trí địa lý: Giang Sơn Đông là xã miền núi, phía Bắc giáp huyện Tân Kỳ, phía Đông giáp huyện Yên Thành, phía Tây giáp xã Giang Sơn Tây, phía Nam giáp xã Hồng Sơn (Đô Lương).
Giao thông: Giang Sơn Đông có QL15A đi qua nối với đường mòn HCM, cách cột mốc số 0 đường Hồ Chí Minh 8 km về phía Bắc. Có đường liên huyện Dinh-Lạt đi qua nối QL15A với huyện Yên Thành về phía Đông.
Địa hình: Bao gồm cả đồng bằng và đồi núi, đặc biệt phía đông bắc có đồi núi cao. Có đập Đá Mài tích nước thủy lợi cho nông nghiệp của xã.

## Hành chính
Xã Giang Sơn Đông dược chia thành 9 xóm: Nguyễn Tạo, Đông Xuân, Tân Thịnh, Mỹ Hòa, Yên Tân, Nam Tân, Quang Giang, Đông Thịnh, Đồng Mè.

## Kinh tế
Xã có chợ Năn bên cạnh QL15A, cơ sở hạ tầng đầy đủ: Bưu điện, trường học cao tầng, UBND xã nhà cao tầng,...

## Du lịch
Địa danh nổi bật: Suối Nước nóng (Tân Thịnh).